# 萨拉·沃特斯
萨拉·沃特斯（英語：Sarah Waters，1966年7月21日—），英国小说家，以创作维多利亚时代为背景的小说而出名，如《轻舔丝绒》与《荊棘之城》。

## 生平

### 童年
萨拉·沃特斯1966年生于威尔士彭布罗克郡的内兰市，成长在一个包括父亲罗恩（Ron）、母亲玛丽（Mary）和一个姐妹的家庭中，她的母亲是家庭主妇，父亲是炼油工程师。她形容她的家庭是“颇为田园式的，非常安全且重视教养”；而父亲则是“一个有惊人创造力的人”，他鼓励女儿去创造和发展。
沃特斯说：“当我回首自己儿时的图景，我看到那时的我用橡皮泥或制型纸或组合玩具搭建某样东西，也曾很喜欢写诗写故事。”她把从前写的诗和故事形容成“可怕的哥特式大杂烩”，而当时她还没有打算好要把写作当成事业呢。
|  | 实际上我不知道我是否深思熟虑过，我知道的是，很长时间以来我跟很多孩子一样，都自认想成为考古学家。我也知道自己能够考上大学，尽管我们家还没有出过一个大学生。我在学校里的表现一直很好，也非常喜欢学习，记得母亲曾对我说，有一天我或许能上大学、写论文，她还对我解释论文是什么。这种前景似乎令人兴奋，那时的我明显有一点像书呆子。 |

沃特斯小时候完全是一个假小子，但是在成长为青少年后她逐渐地女性化起来。她以前一直会被男孩子吸引，进入大学后才初尝与女性相爱的滋味。

### 教育
沃特斯从米尔福德黑文文法学校（Milford Haven Grammar School）毕业后进入大学深造，并获得了英国文学学位。她拥有肯特大学的本科学位，兰开斯特大学的硕士学位，以及伦敦玛丽王后大学的博士学位。她的博士论文Wolfskins and togas : lesbian and gay historical fictions, 1870 to the present可以通过英国国家图书馆的ETHOS服务免费下载，以作为后人作品的灵感来源和素材。作为研究的一部分，她阅读了19世纪的色情文学，并由此偶得了第一部作品的名字——《轻舔丝绒》。

### 日常生活
目前，萨拉是全职小说作家，和恋人、两只猫生活在伦敦西南部的金宁顿（Kennington）一栋维多利亚风格的公寓顶层，屋顶高高的，曾是佣人房。

## 事业
沃特斯在写小说之前是一个以在读博士身份和教学来谋生的学者，撰写论文的过程中她产生了写小说的念头，完成博士论文后她就开始創作第一部小说。。她的作品非常注重前期研究，这点很令她喜欢。沃特斯是北伦敦作家圈的成员，这个组织的成员还包括查尔斯·帕利泽（Charles Palliser）和尼尔·布莱克摩尔（Neil Blackmore）等。
除了新作《小小陌生人》外，她的所有作品都包含了女同性恋主题，也并不介意被贴上女同性恋作家的标签。她说：“我在创作时安插了清晰的同志内容，它就位于书的心脏位置。”因为她自身性取向的缘故，她把这称做“附带的”内容：“那就是它在我生活中的样子，事实上，也是大多数同性恋者眼中的样子，不是么？它早已融入了你的生活。”

### 《轻舔丝绒》（Tipping the Velvet）（1998）
她的处女作是讲述维多利亚时代的流浪汉小说《轻舔丝绒》，由Virago出版于1998年。这部小说历时18个月，书名取自维多利亚时代形容口交的俚语。沃特斯形容它“非常欢乐⋯⋯近似于游戏人间”。
这本书获得了1999年“贝蒂特拉斯克文学奖”，并获得“《星期日邮报》/约翰卢威连莱斯奖”提名。
小说在2002年被BBC2台翻拍成了三集同名电视剧（中译《南茜的情史》），并被翻译成至少24种文字版本，包括中文、拉脱维亚语、匈牙利语、韩语和斯洛文尼亚语。

### 《半身》（Affinity）（1999）
沃特斯的第二本书《半身》出版于完成第一部作品的一年后，1999年。小说背景同样设定在维多利亚时代，主要有关这一时期的通灵术。完成她的处女作后，沃特斯一直在做有关通灵术的学术论文。在《半身》中，她融合了自己对于通灵术、监狱和维多利亚时代的兴趣，讲述了一位上层中产阶级女性和一位被囚禁的灵媒之间的故事。
这部小说不像其后几部那么轻松，沃特斯感觉创作过程中少了一些乐趣，她说：“那个世界非常阴郁，你又不得不每天置身其中。”
《半身》获得了“石墙图书奖”）和“毛姆文学奖”。安德鲁·戴维斯（Andrew Davies）撰写了此书的电影剧本，由此，《灵契》（Affinity）2008年6月19日在卡斯特罗戏院（Castro Theater）作为旧金山国际同性恋电影节（Frameline the San Francisco LGBT Film Festival）的开幕影片上映。

### 《荆棘之城》（Fingersmith）（2002）
《荆棘之城》出版于2002年，并获得“布克奖”和“柑橘奖”提名。
该书在2005年被BBC1台拍摄成电视剧《指匠情挑》（Fingersmith），由莎莉·霍金斯（Sally Hawkins）、伊莲·卡西迪（Elaine Cassidy）和艾美达·斯丹顿（Imelda Staunton）主演。沃特斯很喜欢电视版，称它为“一部质量非常之高的戏”，并表示它“非常忠于原著，有时更达到了惊人的程度，这很令人兴奋。”

### 《守夜》（The Night Watch）（2006）
沃特斯花了四年时间才完成这本书，它和前三本书的时代背景不同，写作方式也有所差别。尽管她的论文和前几本书都聚焦于19世纪，沃特斯说：“一些20世纪40年代的声音在呼唤着我”。这本书的情节发展相对于前作也不那么紧凑。她说：
|  | 写作过程中我多多少少纠结着很多问题——这是一个很费时间也很让人气馁的经历，我不断尝试各种不同的写作手法。最后，那些废纸垒起来有大约3英尺高。弄清楚各个部分的安排后，结果还是令人满意的，但是很长时间里它给人的感觉就像一场摔跤比赛。 |

小说讲述了1940年代伦敦城里一男三女的故事，沃特斯描述它为“基本上是一部有关失望、失去、与背叛的小说”，同样也“切实触及到人同真理的关系。”
2005年，沃特斯在一场慈善拍卖中收获了1000英镑的最高拍价，这件拍品是赢家的姓名在《守夜》中客串的一个机会。许多有名的英国作家参加了这次拍卖会。她的买家是作家玛蒂娜·科尔（Martina Cole），最后出现在了她的小说中。

### 《小小陌生人》（The Little Stranger）（2009）
《小小陌生人》的背景同样是在20世纪40年代，也同样有别于沃特斯的前几部作品，首次没有采用任何女同性恋的角色。沃特斯的写作初衷是描述英国二战后由社会主义思潮带来的经济变革，评论家们也注意到了它与伊夫林·沃（Evelyn Waugh）之间的联系。在写作的过程中，它逐渐变成了一部爱伦·坡（Edgar Allan Poe）式的鬼故事，讲述了一个拥有无法继续负担其开销的大庄园的家庭和他们的家庭医生间的关系，而家庭医生的母亲曾担任庄园的佣人。沃特斯的祖父母就曾是一间乡间别墅的佣人。

## 作品
- 《轻舔丝绒》（Tipping the Velvet）（1998年）
- 《半身》（Affinity）（1999年）
- 《荆棘之城》（Fingersmith）（2002年）
- 《守夜》（The Night Watch）（2006年）
- 《小小陌生人》（The Little Stranger）（2009年）
- 《房客》（2014年）

## 影视剧
- 《南茜的情史》（Tipping the Velvet）（2002年），BBC2台
- 《指匠情挑》（Fingersmith）（2005年），BBC1台
- 《灵契》（Affinity）（2008年），电影
- 《守夜 (夜巡者)》（The Night Watch）（2011年），BBC2台
- 《小姐》（아가씨）（2016年），电影

萨拉·沃特斯在《南茜的情史》和《指匠情挑》中分别客串过观众和女佣。

## 所获奖项
萨拉·沃特斯在2003年2月曾被Granta杂志选为“20位当代最好的英语作家”（Best of Young British Writers）之一，同年，获“南岸地区戏剧表演奖的文学奖项”（South Bank Show Award for Literature）。2003年获“年度英语作家奖”（Author of the Year）。2006年和2009年她都获得了“石墙图书奖”（Stonewall Awards）的“年度作家”（Writer of the Year）称号。2009年被选为“英国皇家文学学会”（Royal Society of Literature）会员。
她的每部小说都曾获奖。

### 《轻舔丝绒》（Tipping the Velvet）
- “贝蒂特拉斯克文学奖”（Betty Trask Award）（1999年）
- “《图书馆》杂志年度最佳书籍”（Library Journal's Best Book of the Year）（1999年）
- “《星期日邮报》/约翰卢威连莱斯奖”（Mail on Sunday/John Llewellyn Rhys Prize）（1999年）
- “《纽约时报》年度值得关注作品”（New York Times Notable Book of the Year Award）（1999年）
- “菲洛-格鲁姆利同志作品奖”（Ferro-Grumley Award for Lesbian and Gay Fiction)）（决选轮）（2000年）
- “朗姆达文学奖(小说类)”（Lambda Literary Award for Fiction）（2000年）

### 《半身》（Affinity）
- “石墙图书奖（美国图书馆协会同志书籍圆桌奖）”（Stonewall Book Award）（2000年）
- “威尔士艺术理事会年度图书奖”（Arts Council of Wales Book of the Year Award）（决选轮）（2000年）
- “菲洛-格鲁姆利同志作品奖”（Ferro-Grumley Award for Lesbian and Gay Fiction）（2000年）
- “朗姆达文学奖(小说类)”（Lambda Literary Award for Fiction）（决选轮）（2000年）
- “《星期日邮报》/约翰卢威连莱斯奖”（Mail on Sunday/John Llewellyn Rhys Prize）（决选轮）（2000年）
- “毛姆文学奖”（Somerset Maugham Award）（2000年）
- “《星期日泰晤士报》青年作家奖”（Sunday Times Young Writer of the Year Award）（2000年）

### 《荆棘之城》（Fingersmith）
- “英国书籍奖年度作家”（British Book Awards Author of the Year）（2002年）
- “CWA历史犯罪小说匕首奖”（Crime Writers’ Association Ellis Peters Historical Dagger）（2002年）
- “柑橘奖”（Orang Prize for Fiction）（决选轮）（2002年）

### 《守夜》(The Night Watch)
- “布克奖”（Man Booker Prize for Fiction）（决选轮）（2006年）
- “柑橘奖”（Orang Prize for Fiction）（决选轮）（2006年）
- “朗姆达文学奖”（Lambda Literary Award）（2006年）

### 《小小陌生人》（The Little Stranger）
- “布克奖”（Man Booker Prize for Fiction）（决选轮）（2009年）[17]